# Sveti Potin
Sveti Potin, poznat i kao sveti Potin Lyonski, prvi biskup Lyona i prvi biskup u Rimskoj Galiji, na području današnje Francuske. Mučenik je i svetac Rimokatoličke Crkve, jedan od žrtava lyonskih progona kršćana 177. godine za vladavine Marka Aurelija. Sam Potin prvi se put spominje u poslanici kršćanskih zajednica Lugdunuma i Vindobone (današnjih Lyona i Beča) kršćanima u rimskoj pokrajini Aziji. Prema zapisima, u trenutku mučeništva imao je devedeset godina. Na biskupskoj stolici naslijedio ga je sv. Irenej.